# Нікокадо Авокадо
'Нікокадо Авокадо (англ. Nikocado Avocado; справжнє ім'я Ніколас Перрі англ. Nicholas Perry; нар. 19 травня 1992, Херсон, Україна) — американський ютубер українського походження, відомий своїми відео про мукбанг. Він зібрав значну кількість прихильників на YouTube після вірусного успіху кількох відео. Станом на серпень 2022 Нік має понад 7 мільйонів підписників і приблизно 1,6 мільярда переглядів на шести каналах YouTube.

## Раннє життя
Перрі народився в Херсоні, Україна, але виріс у Філадельфії. Він скрипаль з класичною освітою. Він спеціалізувався на перфомансах у коледжі й каже, що йому телефонували з The Glee Project. Продовжуючи кар'єру скрипаля, він працював у Home Depot.

## Кар'єра
Ранній контент Перрі складався з веганських відеоблогів і скрипкових каверів популярних пісень. У 2016 році він пояснив, чому він більше не веган, у відео на своєму каналі, посилаючись на проблеми зі здоров'ям. Починаючи з 2016 року, Перрі почав знімати відео про мукбанг, ставши одним із перших американських чоловіків, які долучилися до цього тренду, а його перше відео про мукбанг набрало 50 000 переглядів за пару тижнів. На його попередніх відео мукбангу було показано, як його домашній папуга сидить у нього на плечі, поки він їсть.
Перрі з'явився на Comedy Central у 2018 році Він також присутній на інших платформах, крім YouTube, таких як Cameo, Patreon і OnlyFans. Він каже, що у нього були маніакальні епізоди через його погану дієту, і що він користується своїми депресивними моментами, використовуючи клікбейт, щоб стимулювати перегляди своїх відео.
В інтерв'ю 2019 року Перрі сказав, що планує створювати відео мукбангу лише «ще пару років» і що «це дуже нездорово». Численні емоційно бурхливі відео, завантажені Перрі, також змусили людей засумніватися в стані його психічного здоров'я. 18 вересня 2021 року він заявив, що зламав ребра після місяців «надмірного, сильного кашлю».
Згідно з інтерв'ю Перрі журналу MEL у 2021 році, багато його онлайн-конфліктів організовано ним самим на користь його кар'єри, посилаючись на його минулу освіту в мистецтві перформансу та його бажання зіграти роль лиходія.
У вересні 2024 року він виклав відео з назвою «На два кроки попереду». В цьому відео він показав, що він скинув 113 кг та зазначив, що це все був соціальний експеримент.

## Суперечки
У грудні 2019 року мукбангер Стефані Су звинуватила Перрі в переслідуванні її, надсилаючи їй текстові повідомлення та фотографуючи з її дому. Перрі опублікував відповідне відео, яке заперечує її претензії, у якому він показав фотографії, які він зробив, і стверджував, що Су була повністю усвідомлена, що вони були зроблені. Він також показав їхні текстові розмови, заявивши, що Су підтримала його для запланованої співпраці. Зак Чой, який колись приєднався до Перрі та Су у співпраці, пізніше заявив, що найняв адвоката для розгляду претензій Перрі, хоча жодного судового позову так і не було. Пізніше Перрі заявив, що вони з Су інсценували ворожнечу, щоб принести користь своїм кар'єрам.
Через різке збільшення ваги Перрі за останні роки багато шанувальників і користувачів YouTube були стурбовані його здоров'ям. У 2019 році Перрі розповів Men's Health, що страждає на еректильну дисфункцію та втрату лібідо внаслідок переїдання. У 2021 році він розповів глядачам, що є інвалідом і їздить на самокаті. На його відео його іноді бачать у масці CPAP, пристрої, призначеному для людей із апное сну.

## Особисте життя
Перрі переїхав до Нью-Йорка в 2013 році. Там він познайомився з колумбійцем Орліном Хоумом через групу для чоловіків-веганів у Facebook, і вони одружилися у 2017 році.